# دانیل آی. آرنون
دانیل آی. آرنون (انگلیسی: Daniel I. Arnon; ۱۴ نوامبر ۱۹۱۰ – ۲۰ دسامبر ۱۹۹۴) بیوشیمی‌دان اهل ایالات متحده آمریکا بود.
وی برندهٔ جوایزی همچون کمک‌هزینه گوگنهایم و نشان ملی علوم شده‌است.